# Макгрегор, Джоанна
Джоанна Макгрегор (англ. Joanna MacGregor; 16 июля 1959) — пианистка, джазовая исполнительница.

## Биография
Джоанна Макгрегор родилась 16 июля 1959) в Северном Лондоне. Воспитывалась родителями — адвентистами седьмого дня, пока в возрасте 11 лет не поступила в Высшую школу Южного Хампстеда. Изучала музыку в университете Кембриджа.

### Начало карьеры
В начале своей карьеры она зарабатывала тем, что писала музыку для театра. В начале своей карьеры она стала одним из первых исполнителей, отобранных Young Concert Artists Trust в 1985. Участвуя в этом проекте, Джоанна Макгрегор выступила более чем в 70 странах — и как солистка, и вместе с оркестрами мирового уровня. Следующим её достижением стал контракт с «Коллинз Классикс», с которым она сделала пятнадцать записей произведений Баха, Скарлатти, Равеля, Дебюсси, а также джазовые композиции.
В качестве солистки она выступала с различными оркестрами, включая нью-йоркский филармонический, лондонский симфонический, чикагский и сиднейский симфонические оркестры. Джоанна работала с такими дирижёрами, как Пьер Булез, Сэр Саймон Рэттл, Сэр Колин Дейвис, Майкл Тилсон Томас.

### 90е
В 1991 её музыкальная адаптация The Caucasian Chalk Circle была поставлена в Театре Единорога.
В 1991—1993 она проводила фестиваль новой музыки, включая восьмидневный фестиваль в Театре Искусств.
В 1997 она, вместе с брасс бендом, дала выдающийся концерт на площади Святого Джона Смита.
Так же, в девяностых, она проводила турне Южной Африкой и Китаем.
В 1998 она стала членом Совета искусств Англии, вплоть до 2004.
В 1997—2000 Джоанна была профессором музыки Грешем-колледжа в Лондоне, давала бесплатные лекции.
Также получила профессорство Королевской Музыкальной Академии и докторат Открытого университета в Лондоне.

### 2000-е
В Мае 2001 была опубликована серия её обучающих детских книг «Мир пианино».
В 2005 Джоанна была назначена директором Интернационального Музыкального Фестиваля Бас.
Так же Джоанна профессор музыкальных представлений в Ливерпульском университете Надежды.

### Лейбл SoundCircus
В 1998 Джоанна основала свой собственный музыкальный лейбл под названием SoundCircus (ЗвукоЦирк).
Лейбл издаёт новые записи и переиздаёт старые, ранее издававшиеся на лейбле Collins Classics.

## Дискография
Коллинз Классикс
- МакГрегор на Бродвее (1991)
- Концерт для фортепиано сочинение 31 (1993)
- Барток / Дебюсси / Равель (1994)
- Краузе / Мессиана — квартеты (1994)
- Оливье Мессиан
- Ивс. Соната № 1, Барбер произведение 26 (1993)
- Музыка Джорджа Гершвина (1992)
- Бриттен: «Пол Баньян», Концерт для фортепиано / Сакстона: Музыка для празднования.
- Бертуисл: Antiphonies для фортепиано с оркестром / Номос / Мнимый пейзаж
- Рапсодия в стиле блюз (1993)
- Бриттен — Концерт для фортепиано. Английский камерный оркестр, Стюарт Бедфорд.
- Доменико Скарлатти сонаты клавиатуры
- Фортепиано Эрик Сати музыка

ЗвукоЦирк
- Язык фортепиано.
- За пределами в Пианист.
- Коварство. Ночь.
- ЧасыХаррисона.
- Фортепианный концерт Лу Харрисона
- Дамба Луны, Ансамбль Bash.
- Play.(2001)
- Нейронные цепи, включает в себя произведения Оливье Мессиана, Альфред Шнитке, Арво Пярт и Нитин Сони
- Глубокая река. (2006)
- Тротуарные Танцы. (2006)
- J. С. Баха Французские сюиты ,
- Сати: фортепианная музыка.
- Доменико Скарлатти : сонаты Клавиатура
- Тихая музыка.
- Контрапункт: Бах / Нанкарроу.

### Концертный репертуар
- Джон Адамс: Century Rolls
- И. С. Бах: Концерт ре минор BWV 1052, Концерт фа минор BWV 1056
- Барток: Концерт № 3
- Джанго Бейтс: что это такое быть живым (Концерт для фортепиано Для Джоанна Макгрегор)
- Бетховен: Концерт № 4 в G Op.58, Концерт № 5 ми бемоль Op.73
- Берг: Камерный концерт
- Бертуисл: Antiphonies, медленная Фриз
- Бриттен: Концерт, Юный Аполлон
- Гершвина: Rhapsody In Blue, Концерт фа мажор
- Лу Харрисона: Концерт для фортепиано с оркестром Выбранный
- Харви Птица: Концерт с Pianosong
- Джеймс Макмиллан: Концерт № 2
- Мессиана: Турангалила-симфонию, Oiseaux Exotiques
- Моцарт: Концерт ми-бемоль К 271, Концерт ре минор K 466, концерт в СК 467, Концерт В АК 488, Концерт до минор K 491
- Прокофьев: Концерт № 2 соль минор Op.16, Концерт № 3 °C Op.26
- С. В. Рахманинов: Рапсодия на тему Паганини Op.34
- Равель: Фортепианный концерт для левой руки, Концерт для фортепиано в G
- Шнитке: Концерт для фортепиано и струнных
- Шостакович: Концерт для фортепиано, трубы и струнных до минор Op.35, Концерт для фортепиано с оркестром № 2 в F, Op.102
- Стравинский: Концерт для фортепиано и духовых инструментов
- Хью Вуд: Концерт для фортепиано